# Kataller Toyama
El Kataller Toyama és un club de futbol japonès de la ciutat de Toyama.

## Història
El club nasqué el 10 de setembre de l'any 2007 després de la fusió dels clubs ALO's Hokuriku (propietat de Hokuriku Electric Power Company) i YKK AP FC (propietat de l'empresa YKK). Es creà un nou organisme amb el nom de Cívic Futbol Club Equip de la Prefectura de Toyama. L'any 2009 debutà a la J. League. El club competeix amb el nom de Kataller Toyama.